# Villanova Monteleone
Villanova Monteleone là một đô thị ở tỉnh Sassari trong vùng Sardinia, có khoảng cách khoảng 150 km về phía tây bắc của Cagliari và cách khoảng 25 km về phía tây nam của Sassari. Tại thời điểm ngày 31 tháng 12 năm 2004, đô thị này có dân số 2.528 người và diện tích là 202,2 km².
Villanova Monteleone giáp các đô thị: Alghero, Bosa, Ittiri, Monteleone Rocca Doria, Montresta, Padria, Putifigari, Romana, Thiesi.